# Mellan-Flattjärnen
Mellan-Flattjärnen är en sjö i Bergs kommun i Jämtland och ingår i Indalsälvens huvudavrinningsområde.